# Нещерет Ганна
Га́нна Нещере́т (* 1981) — українська фігуристка.

## З життєпису
Народилась 1981 року в місті Київ. Почала кататись 1986-го.
Бронзова призерка чемпіонату України (1996/1997).
Учасниця чемпіонатів світу серед юніорів. Посіла 12-те місце на Чемпіонаті світу серед юніорів-1997 в Сеулі, і 5-те місце на Зимовій Універсіаді 1999 року в Жиліні.